# Ardisia phaenostemona
Ardisia phaenostemona là một loài thực vật có hoa trong họ Anh thảo. Loài này được (Donn.Sm.) Lundell mô tả khoa học đầu tiên năm 1963.